# 4791 Iphidamas
4791 Iphidamas eller 1988 PB1 är en trojansk asteroid i Jupiters lagrangepunkt L5. Den upptäcktes 14 augusti 1988 av den amerikanska astronomen Carolyn S. Shoemaker vid Palomar-observatoriet. Den är uppkallad efter Iphidamas i den grekiska mytologin.
Asteroiden har en diameter på ungefär 49 kilometer.